# Onze d'or
L'Onze d'or és un guardó al millor futbolista que juga a Europa, sense tenir en compte la nacionalitat, en funció dels mèrits aconseguits al llarg de l'any amb la selecció i el club. El concedeix la revista francesa Onze Mondial a partir de les votacions dels seus lectors. Es va crear l'any 1976.
El jugador més votat rep el premi Onze d'or, el segon l'Onze d'argent i el tercer amb més vots, l'Onze de bronze.
Amb el resultat de les votacions, la revista també tria l'anomenat Onze d'onze: l'alineació ideal de l'any, formada per jugadors d'equips europeus.
Des del 1991 la revista també atorga un premi al millor entrenador.
El premi ha rebut diverses crítiques sobre la falta d'objectivitat, ja que les votacions són realitzades sobretot per aficionats francesos, i els jugadors d'aquest país hi surten molt afavorits. També solen guanyar jugadors que habitualment juguen de davanter.

## Palmarès de jugador de l'any
| Anys    | Onze d'or                 | Onze d'argent         | Onze de bronze         |
| ------- | ------------------------- | --------------------- | ---------------------- |
| 1976    | Robert Rensenbrink        | Kevin Keegan          | Dominique Rocheteau    |
| 1977    | Kevin Keegan              | Michel Platini        | Allan Simonsen         |
| 1978    | Mario Kempes              | Johann Krankl         | Robert Rensenbrink     |
| 1979    | Kevin Keegan (2)          | Trevor Francis        | Robert Rensenbrink (2) |
| 1980    | Karl-Heinz Rummenigge     | Kevin Keegan (2)      | Horst Hrubesch         |
| 1981    | Karl-Heinz Rummenigge (2) | Paul Breitner         | Jan Ceulemans          |
| 1982    | Paolo Rossi               | Alain Giresse         | Falcão                 |
| 1983    | Michel Platini            | Falcão                | Karl-Heinz Rummenigge  |
| 1984    | Michel Platini (2)        | Jean Tigana           | Preben Elkjær Larsen   |
| 1985    | Michel Platini (3)        | Preben Elkjær Larsen  | Diego Maradona         |
| 1986    | Diego Maradona            | Manuel Amoros         | Gary Lineker           |
| 1987    | Diego Maradona (2)        | Marco van Basten      | Jean Tigana            |
| 1988    | Marco van Basten          | Ruud Gullit           | Diego Maradona (2)     |
| 1989    | Marco van Basten (2)      | Ruud Gullit (2)       | Jean-Pierre Papin      |
| 1990    | Lothar Matthäus           | Salvatore Schillaci   | Jean-Pierre Papin (2)  |
| 1991    | Jean-Pierre Papin         | Chris Waddle          | Lothar Matthäus        |
| 1992    | Hristo Stoítxkov          | Marco van Basten      | Jean-Pierre Papin (3)  |
| 1993    | Roberto Baggio            | Alen Boksic           | Romário                |
| 1994    | Romário                   | Hristo Stoítxkov      | Roberto Baggio         |
| 1995    | George Weah               | Roberto Baggio        | Paolo Maldini          |
| 1996    | Éric Cantona              | George Weah           | Matthias Sammer        |
| 1997    | Ronaldo                   | Zinédine Zidane       | Marco Simone           |
| 1998    | Zinédine Zidane           | Fabien Barthez        | Emmanuel Petit         |
| 1999    | Rivaldo                   | David Beckham         | Zinédine Zidane        |
| 2000    | Zinédine Zidane (2)       | Luis Figo             | Thierry Henry          |
| 2001    | Zinédine Zidane (3)       | Michael Owen          | Robert Pires           |
| 2002    | Ronaldo (2)               | Zinédine Zidane (2)   | Ronaldinho             |
| 2003    | Thierry Henry             | Zinédine Zidane (3)   | David Beckham          |
| 2004    | Didier Drogba             | Thierry Henry         | Ronaldinho (2)         |
| 2005    | Ronaldinho                | Steven Gerrard        | Thierry Henry (2)      |
| 2006    | Thierry Henry (2)         | Ronaldinho            | Franck Ribéry          |
| 2007    | Kaká                      | Cristiano Ronaldo     | Didier Drogba          |
| 2008    | Cristiano Ronaldo         | Lionel Messi          | Franck Ribéry (2)      |
| 2009    | Lionel Messi              | Cristiano Ronaldo (2) | Andrés Iniesta         |
| 2010-11 | Lionel Messi (2)          | Andrés Iniesta        | Cristiano Ronaldo      |
| 2011-12 | Lionel Messi (3)          | Cristiano Ronaldo (3) | Radamel Falcao         |
| 2016-17 | Cristiano Ronaldo (2)     | Lionel Messi (2)      | Antoine Griezmann      |
| 2017-18 | Lionel Messi (4)          | Mohamed Salah         | Cristiano Ronaldo (2)  |

## Palmarès d'entrenador de l'any
| Any     | Entrenador             | Club                  |
| ------- | ---------------------- | --------------------- |
| 1991    | Raymond Goethals       | Olympique de Marsella |
| 1992    | Johan Cruyff           | FC Barcelona          |
| 1993    | Raymond Goethals       | Olympique de Marsella |
| 1994    | Johan Cruyff           | FC Barcelona          |
| 1995    | Louis van Gaal         | Ajax Amsterdam        |
| 1996    | Guy Roux               | AJ Auxerre            |
| 1997    | Marcello Lippi         | Juventus FC           |
| 1998    | Aimé Jacquet           | França                |
| 1999    | Alex Ferguson          | Manchester United FC  |
| 2000    | Arsène Wenger          | Arsenal FC            |
| 2001    | Gérard Houllier        | Liverpool FC          |
| 2002    | Arsène Wenger          | Arsenal FC            |
| 2003    | Arsène Wenger          | Arsenal FC            |
| 2004    | Arsène Wenger          | Arsenal FC            |
| 2005    | José Mourinho          | Chelsea FC            |
| 2006    | Frank Rijkaard         | FC Barcelona          |
| 2007    | Alex Ferguson          | Manchester United FC  |
| 2008    | Alex Ferguson          | Manchester United FC  |
| 2009    | Josep Guardiola i Sala | FC Barcelona          |
| 2010-11 | Josep Guardiola i Sala | FC Barcelona          |
| 2011-12 | Josep Guardiola i Sala | FC Barcelona          |
| 2016-17 | Zinédine Zidane        | Reial Madrid          |
| 2017-18 | Zinédine Zidane        | Reial Madrid          |

## Estadístiques

### Amb més premis

#### Jugadors
- 4 Onze d'Or:  Lionel Messi
- 3 Onze d'Or:  Zinédine Zidane,  Michel Platini
- 2 Onze d'Or:  Marco van Basten,  Diego Maradona,  Kevin Keegan,  Karl-Heinz Rummenigge,  Thierry Henry,  Ronaldo,  Cristiano Ronaldo

#### Entrenadors
- 4 Onze d'Or:  Arsène Wenger
- 3 Onze d'Or:  Alex Ferguson,  Josep Guardiola i Sala
- 2 Onze d'Or:  Raymond Goethals,  Johan Cruyff,  Zinédine Zidane

### Nacionalitats representades

#### Jugadors
- 10 vegades:  França
- 7 vegades:  Argentina
- 6 vegades:  Brasil
- 3 vegades:  Alemanya,  Països Baixos
- 2 vegades:  Itàlia,  Anglaterra,  Portugal
- 1 vegada:  Libèria,  Costa d'Ivori,  Bulgària

#### Entrenadors
- 9 vegades:  França
- 4 vegades:  Països Baixos
- 3 vegades:  Escòcia,  Catalunya
- 2 vegades:  Bèlgica
- 1 vegada:  Portugal,  Itàlia